# ۶۹۴ (خورشیدی)
۶۹۴ ششصد و نود و چهارمین سال هجری خورشیدی است.